# Schwedische Meisterschaften im Rollski 2015
Die Schwedischen Meisterschaften im Rollski 2015 fanden am 3. und 4. Juli 2015 in Sundsvall und am 12. September 2015 in Uppsala statt.

## Männer

### 20 km Freistil Massenstart

#### Einzelwertung
| Platz | Sportler            | Verein         | Zeit        |
| ----- | ------------------- | -------------- | ----------- |
| 1     | Karl-Johan Westberg | Borås SK       | 38:54,0 min |
| 2     | Gustav Nordström    | Borås SK       | 38:54,4 min |
| 3     | Anton Karlsson      | Åsarna IK      | 38:54,5 min |
| 4     | Anders Svanebo      | Stockviks SF   | 38:54,8 min |
| 5     | Robin Norum         | IFK Umeå       | 38:55,0 min |
| 6     | Jesper Modin        | Piteå Elit SK  | 38:55,0 min |
| 7     | Marcus Fredriksson  | Lycksele IF    | 38:55,1 min |
| 8     | Jörgen Brink        | Delsbo IF      | 38:55,4 min |
| 9     | Marcus Johansson    | Ulricehamns IF | 38:55,8 min |
| 10    | Victor Gustafsson   | IFK Mora SK    | 38:58,3 min |

Datum: 3. Juli 2015

Ort: Sundsvall

#### Teamwertung
| Platz | Sportler                                      | Verein        | Laufzeiten                                            | Gesamtzeit  |
| ----- | --------------------------------------------- | ------------- | ----------------------------------------------------- | ----------- |
| 1     | Anders Svanebo Sebastian Olsson Oscar Lindell | Stockviks SF  | 38:54,8 min (4.) 43:53,6 min (23.) 48:00,0 min (24.)  | 2:10:48,4 h |
| 2     | Johannes Eklöf Adam Persson Erik Persson      | IF Hallby SOK | 41:28,7 min (21.) 48:03,0 min (27.) 48:08,0 min (33.) | 2:17:39,7 h |

Datum: 3. Juli 2015

Ort: Sundsvall

### Berglauf klassisch Individualstart

#### Einzelwertung
| Platz | Sportler          | Verein         | Zeit        |
| ----- | ----------------- | -------------- | ----------- |
| 1     | Anders Svanebo    | Stockviks SF   | 18:03,4 min |
| 2     | Robin Norum       | IFK Umeå       | 18:20,9 min |
| 3     | Jörgen Brink      | Delsbo IF      | 18:32,4 min |
| 4     | Andreas Holmberg  | IFK Mora SK    | 18:40,8 min |
| 5     | Marcus Johansson  | Ulricehamns IF | 18:42,1 min |
| 6     | Jesper Modin      | Piteå Elit SK  | 18:45,8 min |
| 7     | Victor Gustafsson | IFK Mora SK    | 18:52,8 min |
| 8     | Axel Bergsten     | IFK Skövde SK  | 19:01,2 min |
| 9     | Erik Andersson    | Hudiksvalls IF | 19:01,7 min |
| 10    | Gustav Nordström  | Borås SK       | 19:03,7 min |

Datum: 4. Juli 2015

Ort: Sundsvall

#### Teamwertung
| Platz | Sportler                                    | Verein          | Laufzeiten                                            | Gesamtzeit  |
| ----- | ------------------------------------------- | --------------- | ----------------------------------------------------- | ----------- |
| 1     | Anders Svanebo Anders Jonsson Eddie Edström | Stockviks SF I  | 18:03,4 min (1.) 19:23,3 min (11.) 20:27,9 min (25.)  | 0:57:54,6 h |
| 2     | Johannes Eklöf Adam Persson Erik Persson    | IF Hallby SOK   | 19:35,5 min (14.) 20:58,2 min (32.) 22:09,1 min (38.) | 1:02:42,8 h |
| 3     | Jens Selahn Sebastian Olsson Oscar Lindell  | Stockviks SF II | 20:40,4 min (29.) 20:41,4 min (31.) 21:52,5 min (36.) | 1:03:14,3 h |

Datum: 4. Juli 2015

Ort: Sundsvall

### 42km klassisch Massenstart
| Platz | Sportler       | Verein            | Zeit         |
| ----- | -------------- | ----------------- | ------------ |
| 1     | Jesper Nyström | Falun-Borlänge SK | 1:23:02,30 h |
| 2     | Emil Johansson | IK Jarl Rättvik   | 1:23:37,80 h |
| 3     | Tobias Westman | IK Stern          | 1:23:38,00 h |

Datum: 12. September 2015

Ort: Uppsala

## Frauen

### 14 km Freistil Massenstart

#### Einzelwertung
| Platz | Sportler         | Verein                | Zeit        |
| ----- | ---------------- | --------------------- | ----------- |
| 1     | Linn Sömskar     | IFK Umeå              | 31:12,7 min |
| 2     | Elin Molin       | Åsarna IK             | 31:14,5 min |
| 3     | Evelina Settlin  | Hudiksvalls IF        | 31:15,0 min |
| 4     | Emma Ribom       | Kalix SK              | 31:18,3 min |
| 5     | Frida Hallquist  | Åsarna IK             | 31:20,8 min |
| 6     | Evelina Bångman  | Offerdals SK          | 31:35,9 min |
| 7     | Sandra Olsson    | Malungs IF            | 32:18,6 min |
| 8     | Terese Andersson | IFK Umeå              | 33:26,3 min |
| 9     | Ingela Andersson | IFK Arvidsjaur Skidor | 34:03,4 min |
| 10    | Ida Dahl         | IFK Mora SK           | 35:10,5 min |

Datum: 3. Juli 2015

Ort: Sundsvall

#### Teamwertung
- Nicht vergeben, da nur der IFK Umeå mit drei Läuferinnen am Start war.[3][8]

### 7,5 km Berglauf klassisch Individualstart

#### Einzelwertung
| Platz | Sportler        | Verein              | Zeit        |
| ----- | --------------- | ------------------- | ----------- |
| 1     | Charlotte Kalla | Piteå Elit SK       | 20:09,9 min |
| 2     | Linn Sömskar    | IFK Umeå            | 20:39,6 min |
| 3     | Frida Hallquist | Åsarna IK           | 21:36,1 min |
| 4     | Ebba Andersson  | Sollefteå Skidor IF | 21:51,2 min |
| 5     | Emma Ribom      | Kalix SK            | 22:04,0 min |
| 6     | Ida Indal       | Offerdals SK        | 22:28,0 min |
| 7     | Sandra Olsson   | Malungs IF          | 22:31,4 min |
| 8     | Moa Lundgren    | IFK Umeå            | 22:41,4 min |
| 9     | Evelina Bångman | Offerdals SK        | 22:59,4 min |
| 10    | Alicia Persson  | Stockviks SF        | 23:00,7 min |

Datum: 4. Juli 2015

Ort: Sundsvall

#### Teamwertung
| Platz | Sportler                                        | Verein       | Laufzeiten                                            | Gesamtzeit  |
| ----- | ----------------------------------------------- | ------------ | ----------------------------------------------------- | ----------- |
| 1     | Linn Sömskar Moa Lundgren Terese Andersson      | IFK Umeå     | 20:39,6 min (2.) 22:41,4 min (8.) 23:15,9 min (11.)   | 1:06:36,9 h |
| 2     | Alicia Persson Jessica Ericsson Fanny Johansson | Stockviks SF | 23:00,7 min (10.) 23:28,4 min (12.) 26:15,3 min (18.) | 1:12:44,4 h |

Datum: 4. Juli 2015

Ort: Sundsvall

### 42 km klassisch Massenstart
| Platz | Sportler                 | Verein              | Zeit         |
| ----- | ------------------------ | ------------------- | ------------ |
| 1     | Britta Johansson Norgren | Sollefteå Skidor IF | 1:32:38,50 h |
| 2     | Olivia Hansson           | Garphyttans IF      | 1:37:53,00 h |
| 3     | Fia Jobs                 | IF Ski Team Skåne   | 1:49:21,20 h |

Datum: 12. September 2015

Ort: Uppsala